# 圣斯德望主教座堂 (布里斯班)
圣德望主教座堂（The Cathedral of St Stephen）是天主教布里斯班总教区的主教座堂，位于澳大利亚昆士兰州布里斯班，周围环绕着伊丽莎白街、夏洛特街和爱德华街。它建于1864年和1922年之间，1989年扩建。第一任主教詹姆斯·奎因计划兴建一个大型的主教座堂，以适应会众的增长。1863年12月26日圣德望瞻礼日，奎因奠定基石。本杰明·巴克豪斯设计了一座宏伟的主教座堂。但是在建设过程中，巴克豪斯的原始设计多次被改变，主要是出于经济原因。